# Vïtalïý Evstïgneyev
Vïtalïý Evstïgneyev (in kazako Виталий Евстигнеев?; in russo Виталий Евстигнеев?, Vitalij Evstigneev; 8 agosto 1985) è un calciatore kazako, centrocampista dell'Aqtöbe.